# إبراهيم المجاب
إبْرَاهِيْمُ بْنُ مُحَمَّدٍ العَابِدِ بْنُ مُوْسَى الكَاظِم المُلَقَّبُ بِالمُجَابِ. لم تحدّد أي من المصادر سنة ولادته، إلاّ أنّه ولد في القرن الثاني الهجري. ونشأ في المدينة المنورة. حيث خرج مع أبيه محمد العابد وعمّه أحمد المعروف بشاه جراغ من المدينة المنورة قاصدين الإمام الرضا في خراسان، ولكن جنود المأمون العباسي منعوا القافلة من المسير، فجرت بينهم معركة واستُشهد فيها أبوه محمد العابد وعمّه أحمد بينما نجا هو.
بعد وفاة أبيه توجّه إبراهيم المجاب لزيارة العتبات المقدّسة، فسكن في الكوفة أولاً ثُمّ سكن بجوار قبر جدّه الإمام الحسين بن علي بن أبي طالب في كربلاء، وهو أوّل سيد موسوي يسكن الحائر الحسيني بعد مقتل المتوكل على الله العباسي على يد ولده المنتصر بالله عام 247 للهجرة.

## التسمية
يُلقب إبراهيم بن محمد العابد بالمجاب، أما سبب هذه التسمية فقيل أنّه دخل إلى حضرة الإمام أبي عبد الله الحسين بن عليّ فقال: «السلام عليك يا أبَه، فسمع صوتاً من القبر: وعليك السلامُ يا ولدي.» وعلى إثر هذه «الحادثة» أجلّه الناس وعظّموه، فلقّبوه بالمجاب.
كان إبراهيم كثير العبادة والصوم والصلاة، كما كان أفضل أخوته من حيث العلم، التقوى، الزهد والورع.

## الوفاة

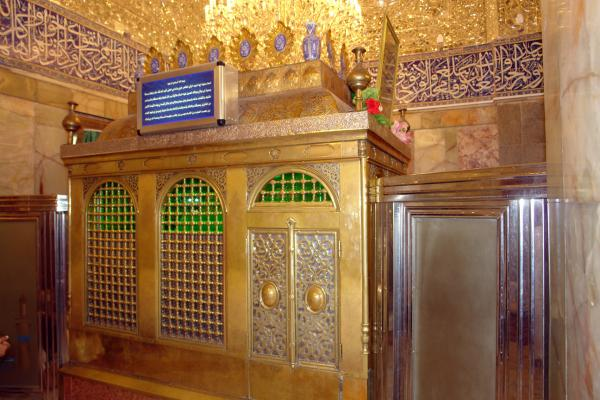
ضريح إبراهيم المجاب في كربلاء

توفّي إبراهيم المجاب في القرن الثالث الهجري بمدينة كربلاء، ودُفن قرب مرقد الإمام الحسين في الحائر الحسينيّ، حيث يقع قبره في الشمال الغربي من قبر أبي عبد الله الحسين.
وله قبر ظاهر ومعروف، يزوره الشيعة بعد زيارة جده الحسين.